# Abraham Miguel Cardozo
Abraham Miguel Cardozo (geboren 1626 in Medina de Rioseco, Spanien; gestorben 1706 in Kairo, Ägypten) war ein spanisch-jüdischer Religionsphilosoph, Mystiker und Sabbatianer.
Vieles seines einst umfangreichen Werkes ist verloren.